# 30 octombrie
ianuarie • februarie • martie  • aprilie  • mai  • iunie  • iulie  • august  • septembrie  • octombrie  • noiembrie  • decembrie
30 octombrie este a 303-a zi a calendarului gregorian și a 304-a zi în anii bisecți. Mai sunt 62 de zile până la sfârșitul anului.

## Evenimente

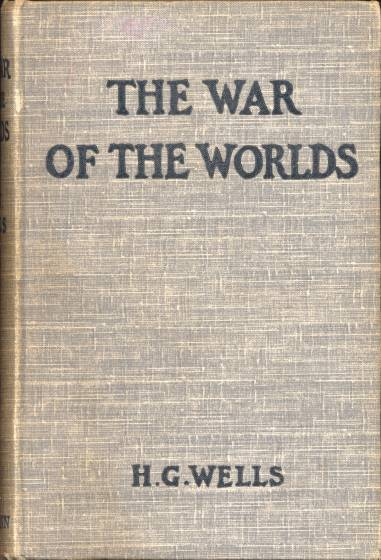
1938: S-a difuzat radiofonic în New Jersey, Războiul lumilor, o prelucrare a romanului lui H.G. Wells, de către Orson Welles, care a stârnit panică în rândurile a mii de oameni care chiar au crezut că S.U.A. au fost invadate de marțieni.

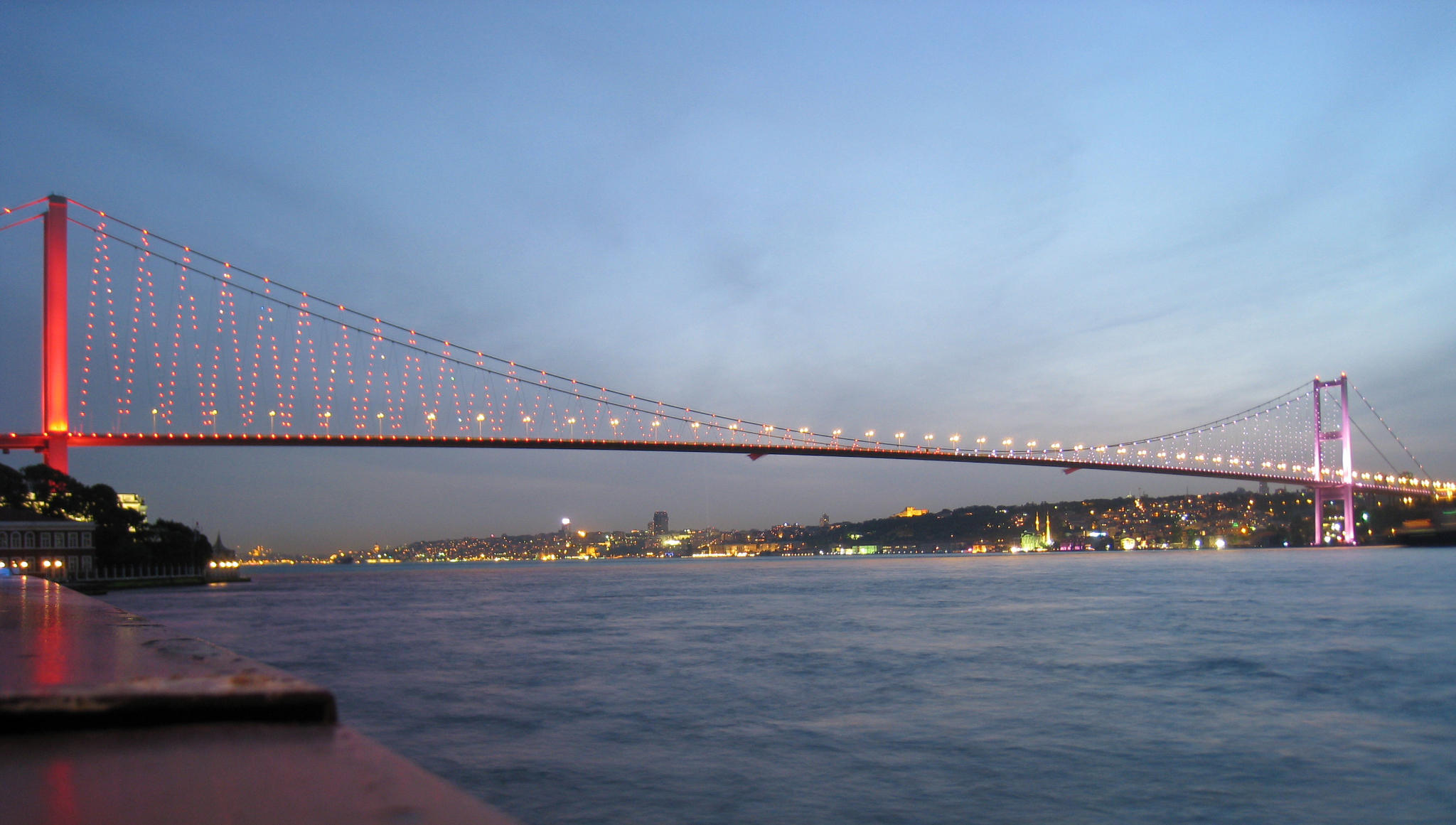
1973: La Istanbul, președintele turc Fahri Korutürk, inaugurează Podul Bosfor, al patrulea pod suspendat din lume ca lungime la momentul acela.

- 0130: Împăratul Hadrian întemeiază orașul Antinoupolis în Egipt.
- 1137: Bătălia de la Rignano între Rainulf de Apulia și Roger al II-lea al Siciliei.
- 1270: Cruciada a opta a luat sfârșit, după ce Carol I al Neapolelui și Muhammad I al-Mustansir au ajuns la un acord comercial.
- 1340: Armatele castiliene și portugheze înving musulmanii marinizi în bătălia de pe Río Salado.
- 1485: Henry Tudor a fost încoronat ca Henric al VII-lea al Angliei.
- 1724: A început construcția Bisericii Stavropoleos din București, unul dintre cele mai importante monumente de arhitectură din perioada fanariotă.
- 1837: A apărut Jurnalul lui Alexandru Ghica, domnul Țării Românești (1834-1842), prin care era acordat sătenilor dreptul (condiționat) de a se strămuta în orașe; "Jurnalul" a fost anulat în 1843 de noul domn, Gheorghe Bibescu (1842-1848).
- 1863: După ce a fost ales rege al Greciei, la vârsta de 17 ani, prințul olandez Wilhelm a sosit la Atena pentru a fi încoronat sub numele de George I.
- 1905: Țarul Nicolae al II-lea al Rusiei face publică Proclamația din Octombrie, care marchează începutul monarhiei constituționale în Rusia, acordând poporului rus libertăți civile fundamentale și dreptul de a forma o dumă. (17 octombrie în calendarul iulian)
- 1922: Benito Mussolini devine prim-ministru al Italiei.
- 1938: S-a difuzat radiofonic în New Jersey, Războiul lumilor, o prelucrare a romanului lui H.G. Wells, de către Orson Welles, care a stârnit panică în rândurile a mii de oameni care chiar au crezut că S.U.A. au fost invadate de marțieni.
- 1941: Președintele american Roosevelt aprobă un ajutor de împrumut-închiriere de un miliard de dolari pentru națiunile aliate.
- 1956: Revoluția maghiară: Guvernul recunoaște noile consilii muncitorești. Ofițerul de armată Béla Király conduce un atac asupra sediului Partidului Comunist.
- 1961: URSS lansează în arhipelagul Novaia Zemlia bomba cu hidrogen denumită Bomba țarului.
- 1961: Din cauza „încălcării preceptelor lui Vladimir Lenin”, s-a decretat ca trupul lui Iosif Stalin să fie scos de la locul său de onoare din mormântul lui Lenin și îngropat lângă Zidul Kremlinului cu un marker simplu de granit.
- 1971: Accidentul ecologic de la Certej, soldat cu 89 de morți și peste 70 de răniți.
- 1973: La Istanbul, președintele turc Fahri Korutürk, inaugurează Podul Bosfor, al patrulea pod suspendat din lume ca lungime la momentul acela.
- 1975: Prințul Juan Carlos devine regele Spaniei.
- 1983: Au loc primele alegeri democratice în Argentina, după șapte ani de guvernare militară.
- 1990: Canalul Mânecii, ce leagă Marea Britanie de Europa, a fost deschis traficului.
- 1995: Cetățenii din Quebec votează la limită (50,58% la 49,42%) în favoarea rămânerii unei provincii a Canadei la al doilea referendum privind suveranitatea națională.
- 2015: 64 de persoane au murit și alte peste 160 au fost rănite în urma unui incendiu care a avut loc în clubul Colectiv din București. Incendiul a izbucnit, cel mai probabil, de la artificiile folosite la un concert care avea loc în acel moment.[1]
- 2020: Un cutremur cu magnitudinea 7,0 lovește Marea Egee între Grecia și Turcia, declanșând un tsunami. Cel puțin 119 persoane mor în principal din cauza clădirilor prăbușite.[2]

## Nașteri
- 1668: Sophia Charlotte de Hanovra, regină consort a Prusiei (d. 1705)
- 1735: John Adams, politician american, primul vicepreședinte (1789-1797) și al doilea președinte al Statelor Unite ale Americii (1797-1801), (d. 1826)
- 1762: André Chénier, autor și poet francez (d. 1794)
- 1789: Charlotte a Danemarcei, fiica Prințului Frederic al Danemarcei și Norvegiei (d. 1864)
- 1839: Alfred Sisley, pictor englez (d. 1899)
- 1853: Louise Abbéma, artistă franceză (d. 1927)

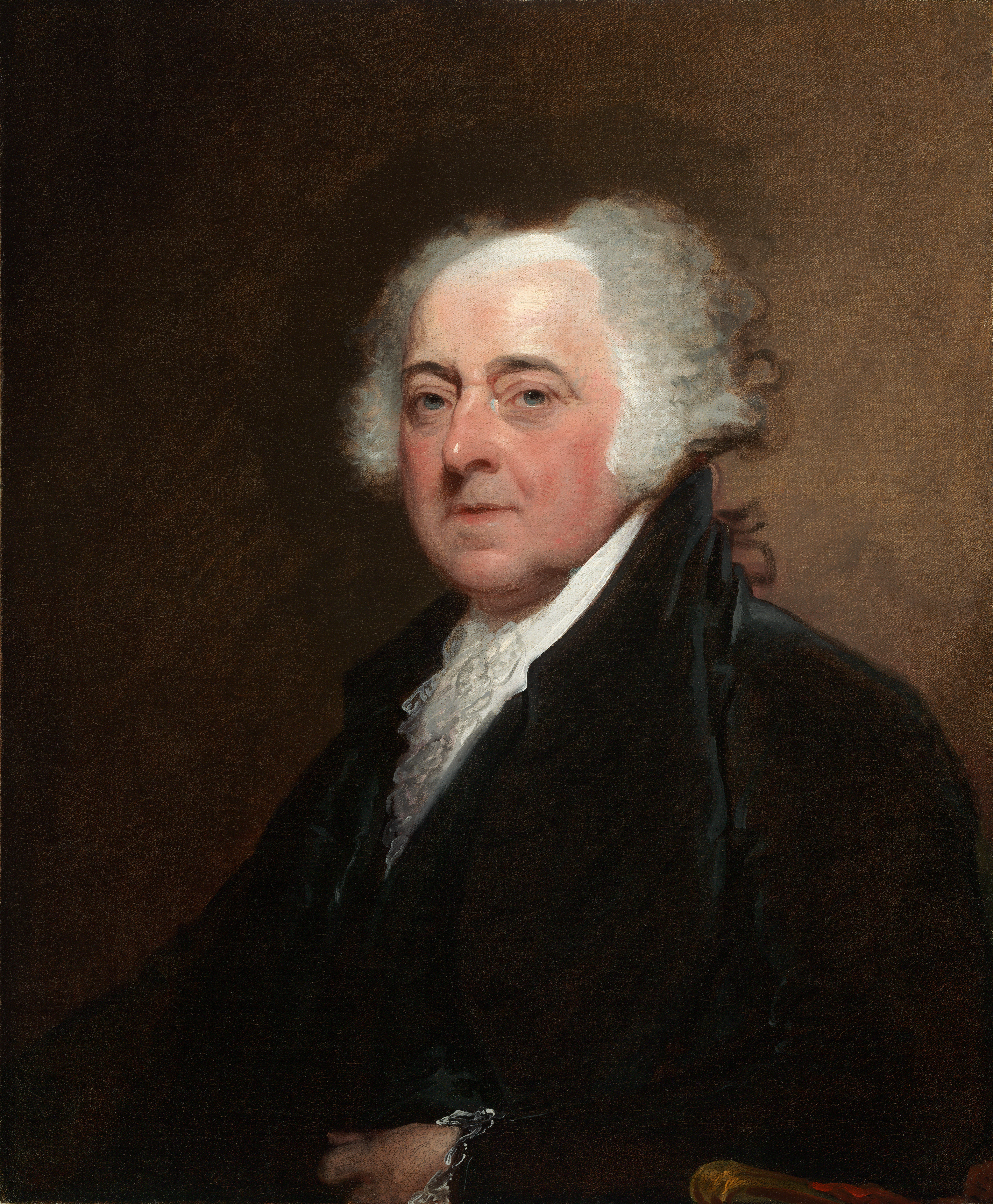
John Adams, al doilea președinte al Statelor Unite
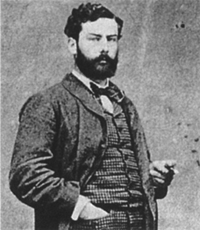
Alfred Sisley, pictor englez
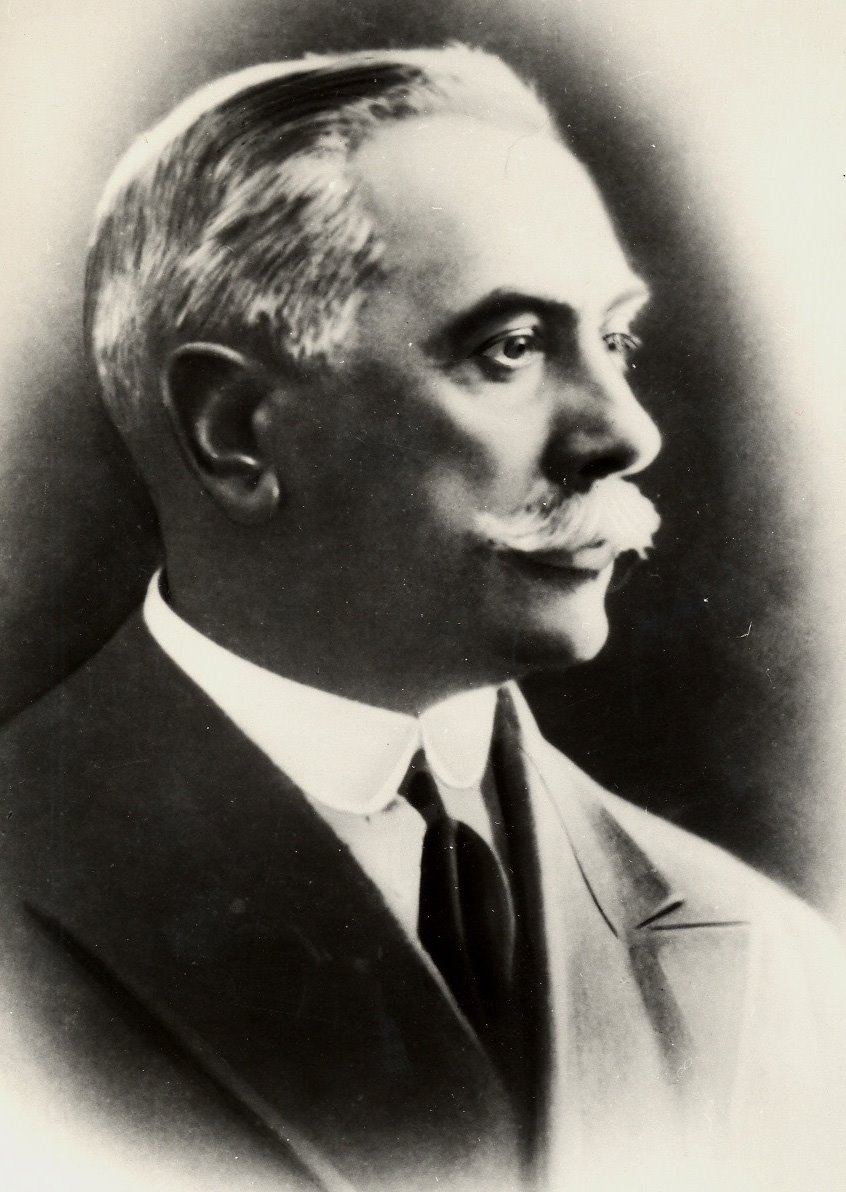
Duiliu Zamfirescu, scriitor român

- 1858: Duiliu Zamfirescu, scriitor român, membru titular și vicepreședinte al Academiei Române (d. 1922)
- 1871: Paul Valéry, poet francez (d. 1945)
- 1882: William Halsey, ofițer american  (d. 1945)
- 1885: Ezra Pound, poet american (d. 1972)
- 1904: Sergio Amidei, scenarist italian  (d. 1972)
- 1922: Iancu Țucărman, inginer agronom român de etnie evreiască, supraviețuitor al Pogromului de la Iași (d. 2021)
- 1937: Claude Lelouch, regizor francez de film
- 1941: Theodor Wolfgang Hänsch, fizician german
- 1943: Horia Scutaru-Ungureanu, fizician român (d. 2014)
- 1944: Marcel Dragomir, compozitor român (d. 2015)

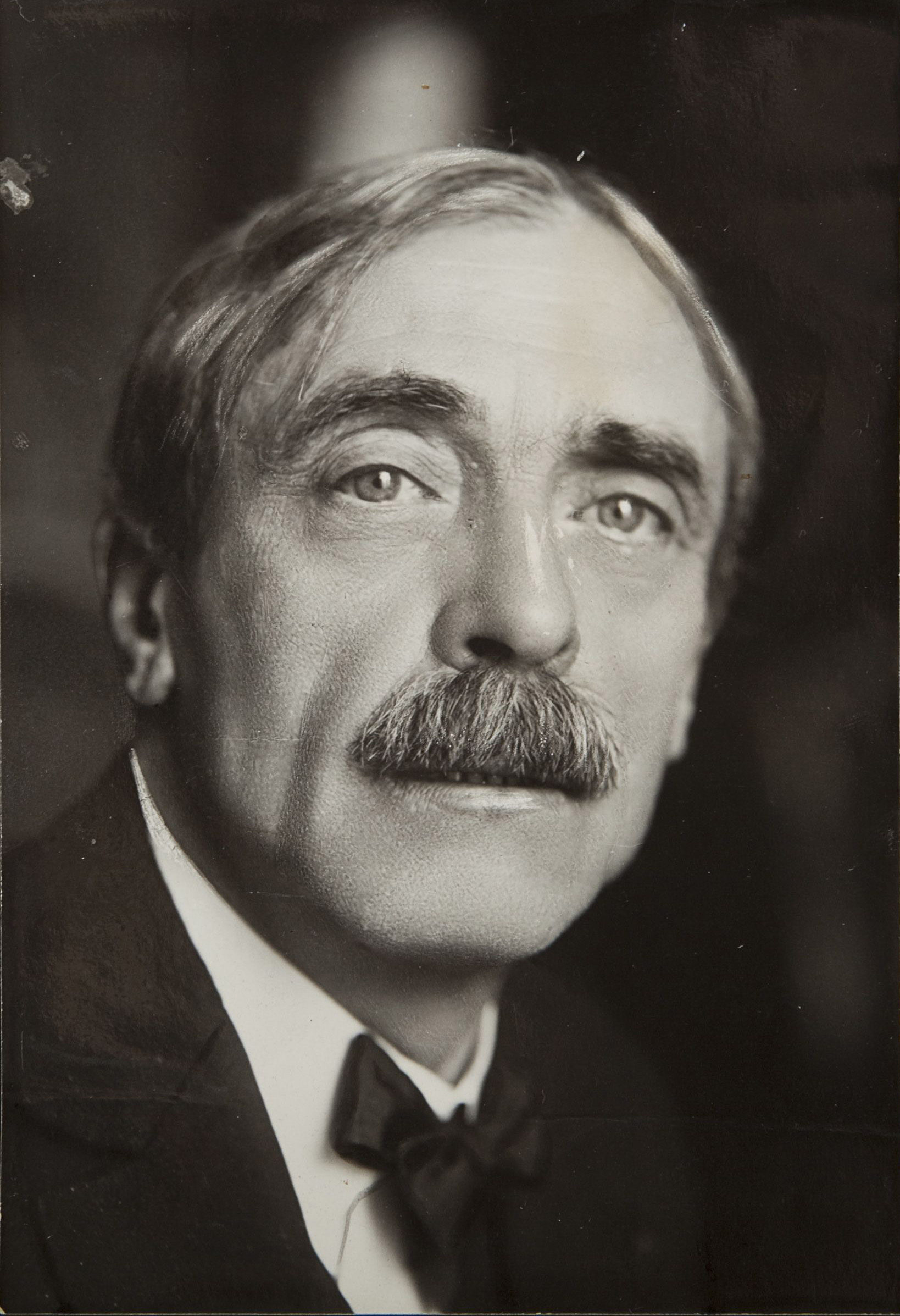
Paul Valéry, poet francez
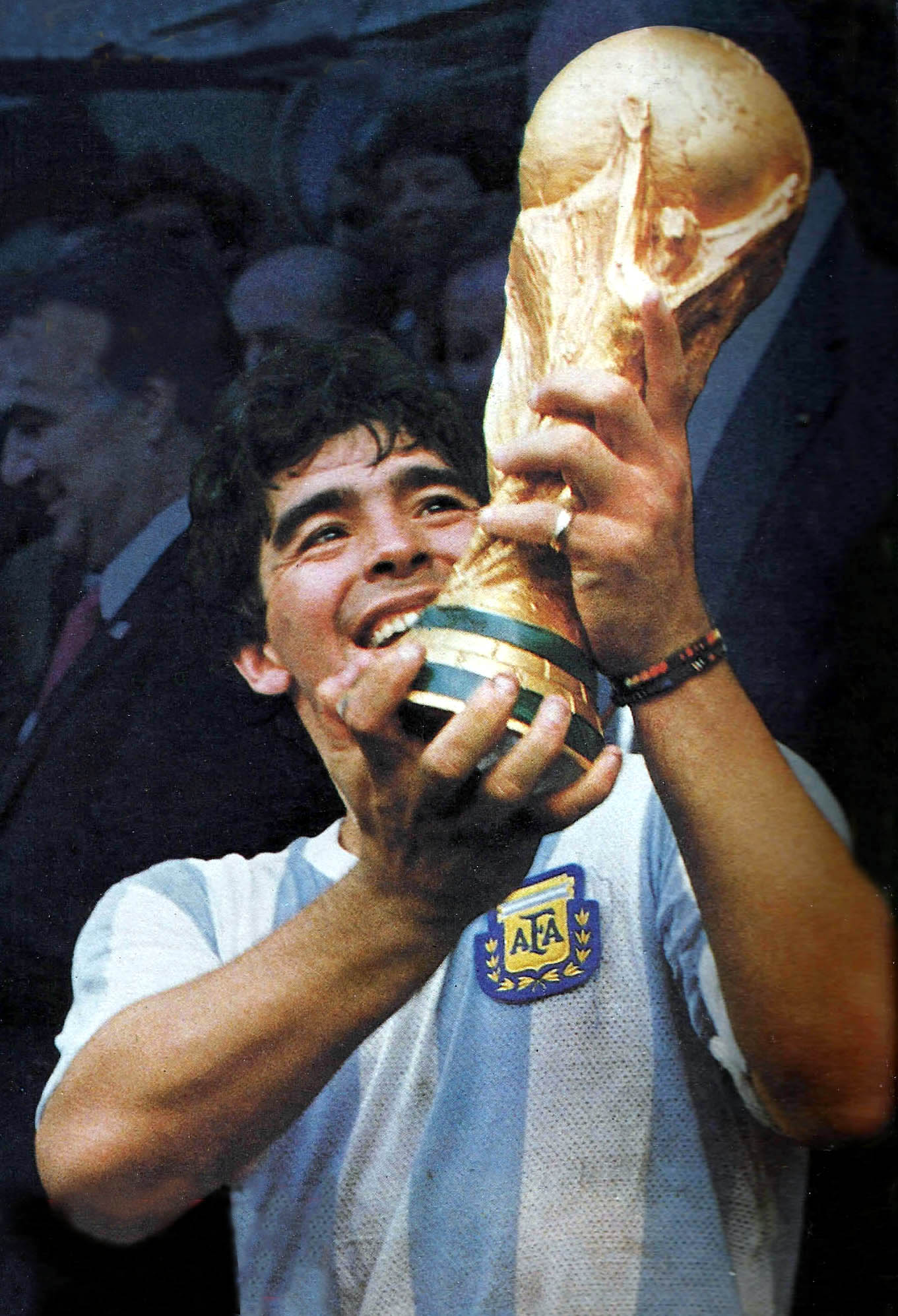
Diego Maradona, fotbalist argentinian
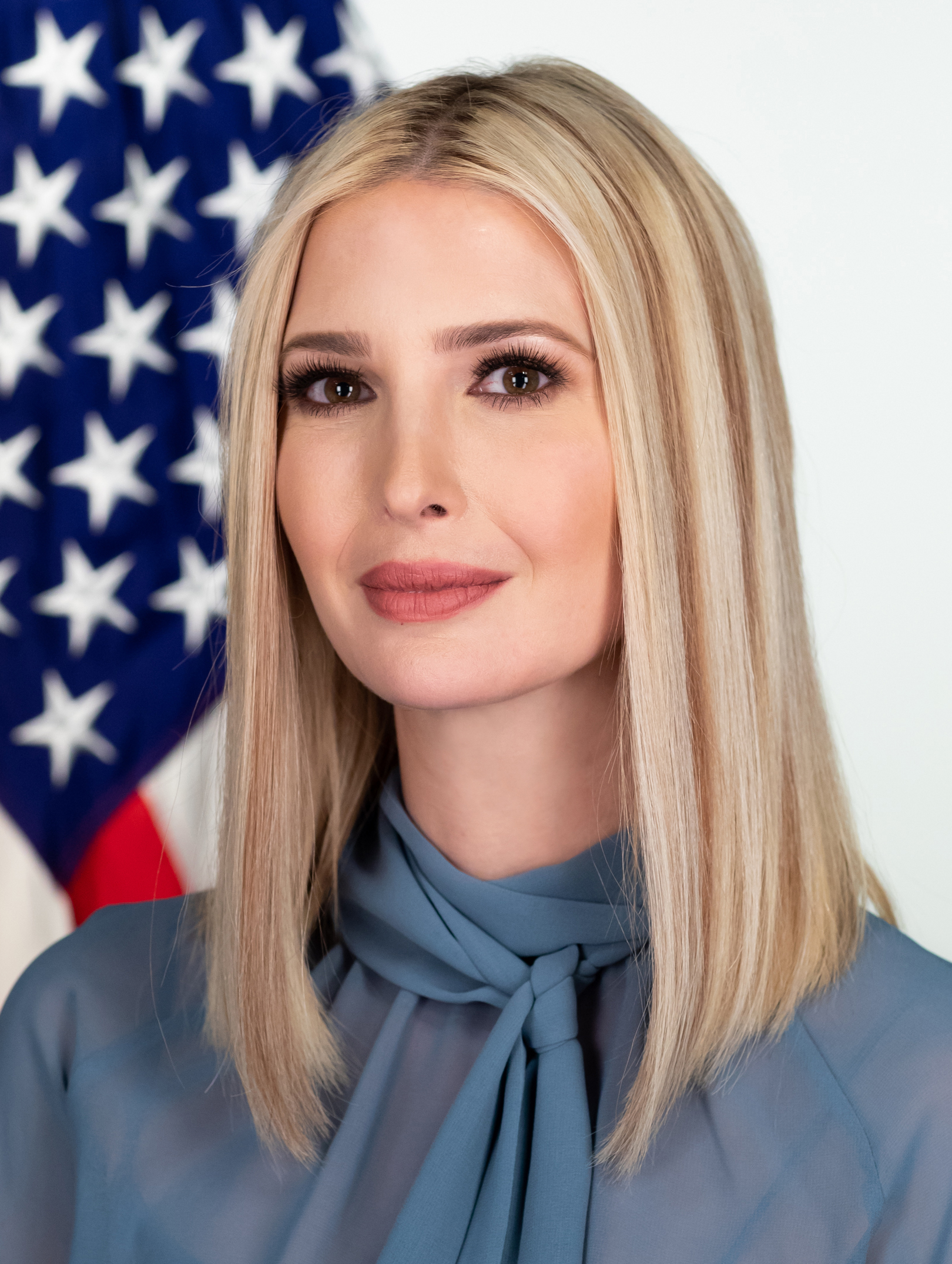
Ivanka Trump, femeie de afaceri, fost fotomodel american

- 1954: Mihai Măniuțiu, eseist și regizor român de teatru, prozator și eseist
- 1959: Marius Bațu, interpret român de muzică folk (d. 2024)
- 1959: Zabou Breitman, actriță franceză
- 1960: Diego Maradona, fotbalist și antrenor argentinian (d. 2020)
- 1961: Dan Horațiu Buzatu, politician român
- 1966: Zoran Milanović, politician croat, prim-ministru (2011-2016) și al 5-lea președinte al Croației (2020-prezent)
- 1981: Ivanka Trump, femeie de afaceri, fost fotomodel american
- 1992: Jorge Fonseca, judocan portughez
- 1992: Tim Merlier, ciclist belgian

## Decese
- 1611: Regele Carol al IX-lea al Suediei (n. 1550)
- 1704: Prințesa Frederica Amalia a Danemarcei, ducesă consort de Holstein-Gottorp (n. 1649)
- 1816: Regele Frederic I de Württemberg (n. 1754)
- 1892: Marea Ducesă Olga Nikolaevna, soția regelui Karl de Württemberg (n. 1822)
- 1896: Carol Benesch, arhitect român de origine sileziană (n. 1822)
- 1910: Henry Dunant, om de afaceri elvețian, fondatorul Crucii Roșii, laureat al Premiului Nobel (1901), (n. 1828)

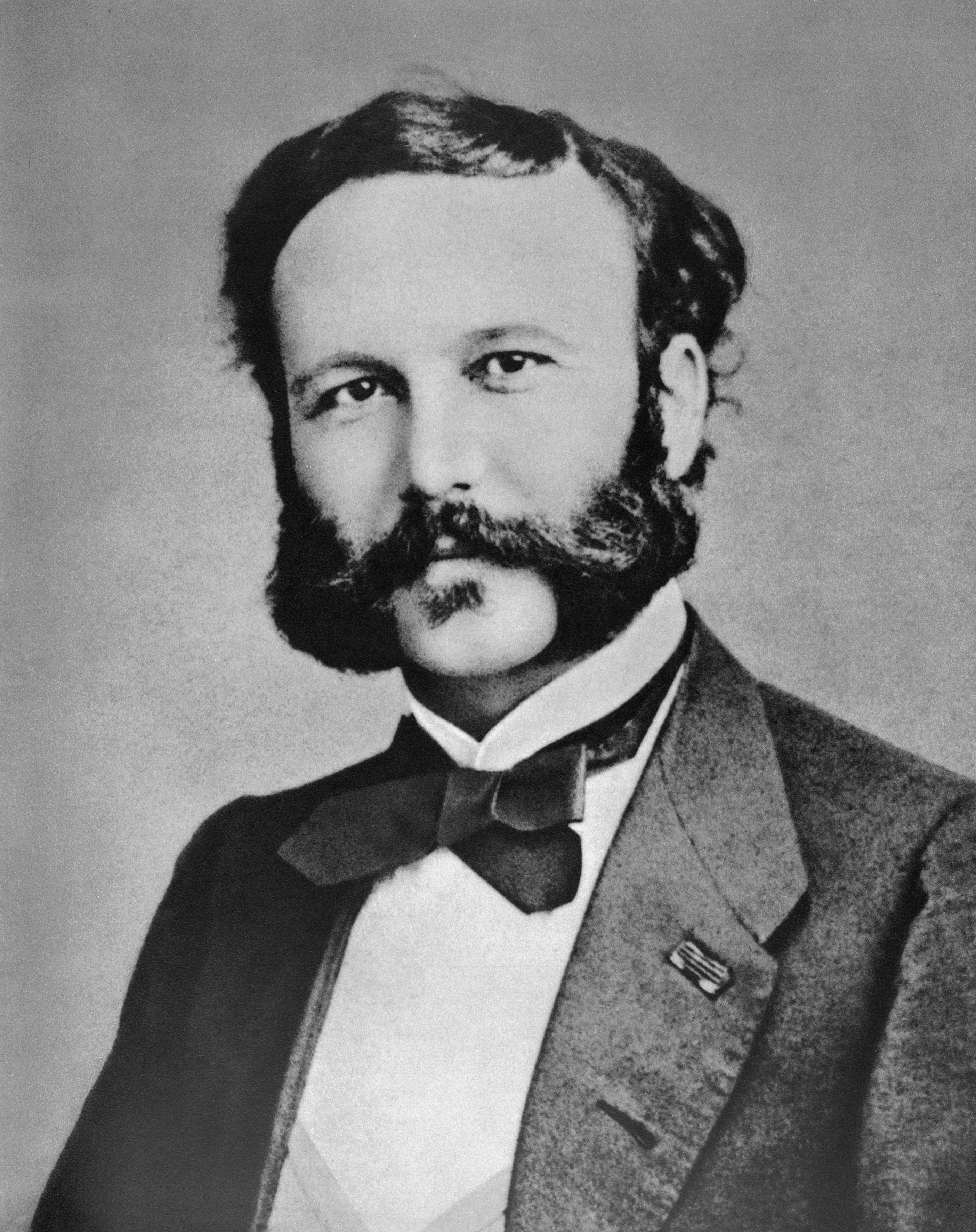
Henry Dunant, om de afaceri elvețian, fondatorul Crucii Roșii, laureat Nobel
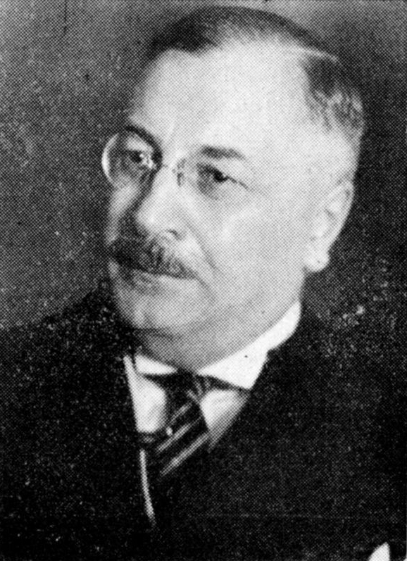
Dimitrie Gusti, sociolog și estetician român
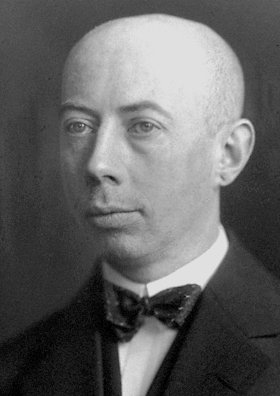
Gustav Hertz, fizician german, laureat Nobel

- 1928: Robert Lansing, politician american (n. 1928)
- 1955: Dimitrie Gusti, filosof, sociolog și estetician român, membru al Academiei Române (n. 1880)
- 1956: Marele Duce Andrei Vladimirovici al Rusiei, membru al familiei imperiale ruse (n. 1879)
- 1975: Gustav Hertz, fizician german, laureat al Premiului Nobel (1925), (n. 1887)
- 1991: Ionel Budișteanu, violonist, dirijor și aranjor muzical român (n. 1919)
- 1992: Doina și Ion Aldea Teodorovici, compozitori și cântăreți români
- 1994: Nicholas Georgescu-Roegen, matematician, statistician, pedagog și economist american de origine română (n. 1906)
- 1995: Rodica Bujor, interpretă română de muzică populară (n. 1914)
- 2009: Claude Lévi-Strauss, antropolog francez (n. 1908)
- 2013: Anca Petrescu, arhitect și politician român (n. 1949)
- 2014: Olimpia Berca, critic istoric și literar și stilistician român (n. 1933)
- 2020: Nobby Stiles, fotbalist englez (n. 1942)

## Sărbători
- Sfântul Mucenic Zenovie Episcopul și sora sa Zenovia; Sf. Apostol Cleopa (calendarul ortodox și greco-catolic)